# فرودگاه توئین هیلز
فرودگاه توئین هیلز  (به انگلیسی: Twin Hills Airport)  یک فرودگاه همگانی باربری با کد یاتا TWA است که یک باند فرود شن دارد و طول باند آن ۹۱۴ متر است. این فرودگاه در  کشور ایالات متحده آمریکا قرار دارد و در ارتفاع ۲۵ متری از سطح دریا واقع شده است.